# 金沢観音堂テレビジョン放送所

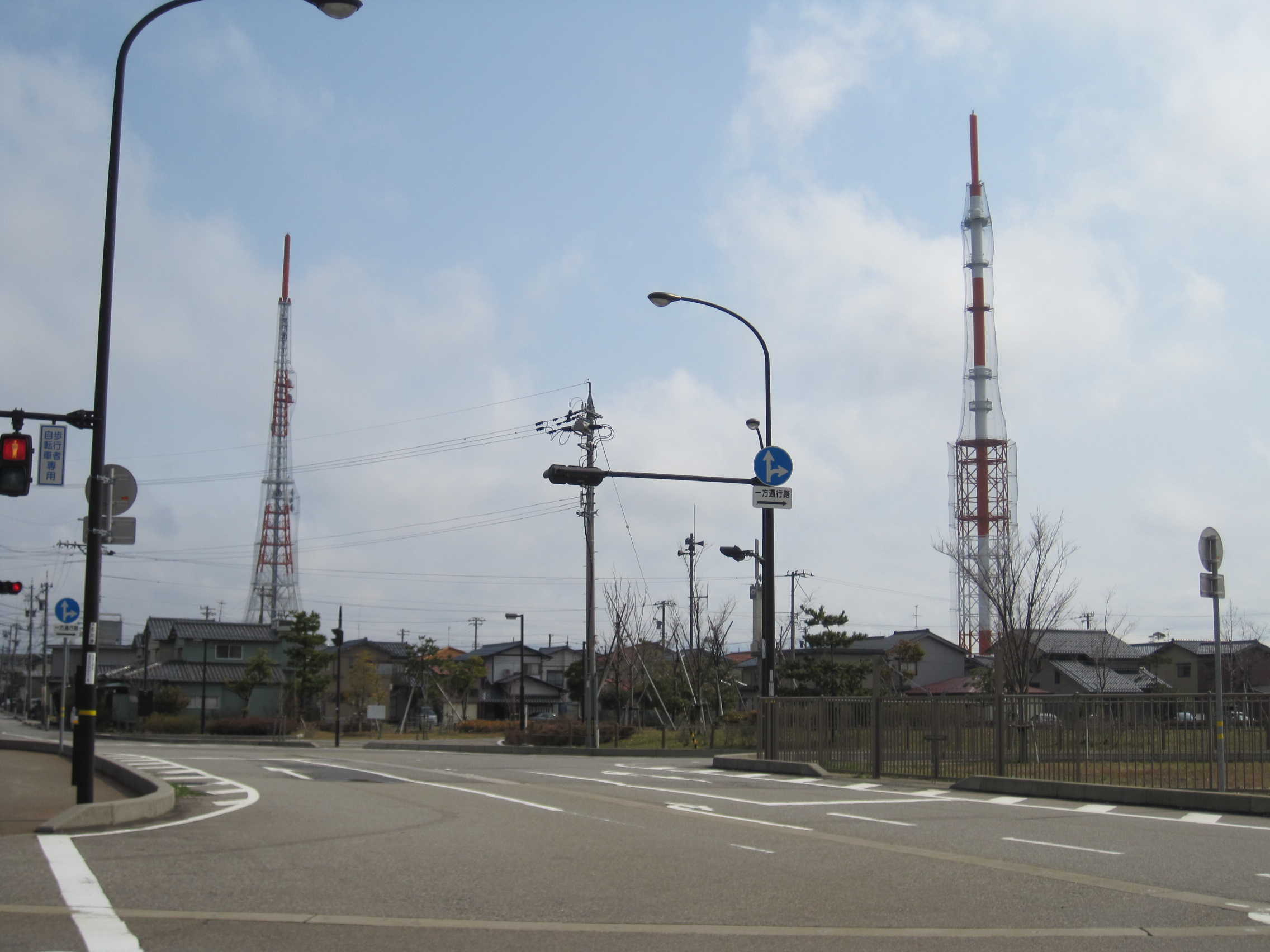
金沢観音堂テレビジョン放送所

金沢観音堂テレビジョン放送所（かなざわかんのんどうテレビジョンほうそうじょ）は、石川県を放送対象地域とするテレビジョン放送局が金沢市観音堂町に設けている、石川県内向けテレビ放送の親局送信所である。送信塔自体は石川テレビ放送（ITC）本社送信所とテレビ金沢（KTK）送信所の2塔に分かれている。
尚、本項では、2016年6月30日にサービス終了したジャパン・モバイルキャスティングの中継局（2012年12月に開局）についても併せて記述する。

## 概要
- 当初は石川テレビ放送（ITC）が会社の敷地内から送信したことが始まりで、その後、テレビ金沢（KTK）と北陸朝日放送（HAB）のいわゆる「平成新局」も、近くに送信所を設けた。結果として、UHF民放テレビ局がここから放送する形となったこともあり、金沢市に隣接する野々市市の野々市テレビ・ラジオ放送所からVHF帯でアナログテレビ放送を行っていたNHK金沢放送局と北陸放送（MRO）も、UHF帯を使う地上デジタル放送については、NHK金沢はKTK（&HAB）の送信所に、MROはITCの送信所にそれぞれ相乗りする形となった。

- 2011年7月24日のアナログテレビ放送終了後はすべてのテレビ放送の送信所が事実上こちらに集約された。このため、下記表中※マークのアナログテレビ放送送信所は2011年7月24日をもって廃止された。 
一方、NHK金沢FM放送と北陸放送のFM補完放送については野々市テレビ・ラジオ放送所から送信をしている。

- 送信用の鉄塔に積もった雪が落下し、鉄塔直下にある民家へ雪が直撃することを防ぐため、双方の鉄塔には着雪防止用のネットが常時かけられている。

## 石川テレビ放送本社送信所
| リモコン キーID | 放送種別                          | コールサイン | 物理 チャンネル | 空中線電力          | ERP                | 偏波面   | 放送対象 地域 | 放送区域 内世帯数 |
| --------------- | --------------------------------- | ------------ | --------------- | ------------------- | ------------------ | -------- | ------------- | ----------------- |
| なし            | ※ ITC 石川テレビ放送 （アナログ） | JOIH-TV      | 37ch            | 映像10kW/ 音声2.5kW | 映像83kW/ 音声21kW | 水平偏波 | 石川県        | 不明              |
| 6               | MRO 北陸放送 （デジタル）         | JOMR-DTV     | 14ch            | 1kW                 | 9.1kW              | 水平偏波 | 石川県        | 32万8139世帯      |
| 8               | ITC 石川テレビ放送 （デジタル）   | JOIH-DTV     | 16ch            | 1kW                 | 9.1kW              | 水平偏波 | 石川県        | 32万8139世帯      |

- 所在地： 金沢市観音堂町チ18番地（石川テレビ放送本社内、写真右側）
- 石川テレビ放送送信鉄塔は以前、本社演奏所旧館に隣接して設置されていたが、老朽化とデジタルテレビ放送対応のため、1999年に新鉄塔に置き換えられ、送信局舎も新設された。デジタル放送開始前、「北陸地上デジタル放送研究開発支援センター」が実験局として、デジタルテレビの実験電波を発射していた。その後、北陸放送と共同利用という形になった。また、旧アナログ放送を記念して、新送信塔の前に旧送信塔の双ループアンテナの一部が、記念碑として置かれている。
- 2018年1月10日、落雷による火災のため、送信設備に不具合が生じ、両局共に停波。加賀地区の約38万世帯が見られなくなった。原因は、鉄塔への落雷によって、鉄塔内部で火災が発生し、アンテナに電波を送る同軸ケーブルが損傷したため[1]。
  - この日は冬型の気圧配置が強まっており、朝から雷を伴いながら雪やみぞれが降っていた。なお、当日は雷注意報が発表されていた[2]。
  - 10日18時40分頃にまず石川テレビが停波、その後19時ごろに北陸放送も停波した[3]。
  - 同日19時35分頃、石川テレビ敷地内の電波塔から火花が出ていると通報があり、金沢市消防局が消火に当たる[4]。
  - 一方、羽咋市以北の能登地区では光ケーブルを使用した別ルートで放送を行っていたことから、大きな影響は無かった[5]。
  - 北陸放送・石川テレビは10日深夜から11日未明までに、出力を大幅に下げた状態で放送を再開[6]。
  - 火災は11日早朝に鎮火。10時20分すぎに代替空中線（仮アンテナ）を設置したことで鉄塔の復旧作業が完了し、大部分の世帯での視聴は可能となったものの、悪天候などのため被害状況の調査や確認に時間がかかっていることから、全面的な再開には当面時間を要した。総務省放送技術課によれば、改正放送法が施行された2011年以降で、主要な放送局[7]の長時間停波は初めて[8][9]。なお代替空中線による空中線出力は、北陸放送・石川テレビ共々、仮復旧当初は本来の1kWではなく、50Wであった[10]が、12日には90Wに増力され[11]、18日早朝にようやく事故前と同じ出力である1kWに増力された[12]。
  - 2018年8月1日、送信機を交換の上石川テレビ・北陸放送ともに完全復旧[13]。
  - 北陸放送・石川テレビはそれぞれ自社の公式サイトやTwitter（現X）を通じて、その後の経過を告知している。

## テレビ金沢送信所
| リモコン キーID | 放送種別                        | コールサイン | チャンネル | 空中線電力          | ERP                | 偏波面   | 放送対象 地域 | 放送区域 内世帯数 |
| --------------- | ------------------------------- | ------------ | ---------- | ------------------- | ------------------ | -------- | ------------- | ----------------- |
| なし            | ※ HAB 北陸朝日放送 （アナログ） | JOWY-TV      | 25ch       | 映像10kW/ 音声2.5kW | 映像85kW/ 音声21kW | 水平偏波 | 石川県        | 不明              |
| なし            | ※ KTK テレビ金沢 （アナログ）   | JOWX-TV      | 33ch       | 映像10kW/ 音声2.5kW | 映像93kW/ 音声23kW | 水平偏波 | 石川県        | 不明              |
| 1               | NHK 金沢総合                    | JOJK-DTV     | 15ch       | 1kW                 | 9.3kW              | 水平偏波 | 石川県        | 32万8139世帯      |
| 2               | NHK 金沢Eテレ                   | JOJB-DTV     | 13ch       | 1kW                 | 9.1kW              | 水平偏波 | 全国放送      | 32万8139世帯      |
| 4               | KTK テレビ金沢 （デジタル）     | JOWX-DTV     | 17ch       | 1kW                 | 9.3kW              | 水平偏波 | 石川県        | 32万8139世帯      |
| 5               | HAB 北陸朝日放送 （デジタル）   | JOWY-DTV     | 23ch       | 1kW                 | 8.9kW              | 水平偏波 | 石川県        | 32万8139世帯      |

- 所在地： 金沢市観音堂町ト1番地（写真左側）
- テレビ金沢と北陸朝日放送は平成新局同士ということもあり、コストダウンのため送信所の共有化を図った。建設主体は先行開局したテレビ金沢であるが、デジタル化にあたっては相乗りしたNHK金沢放送局も費用を負担した。また、NHK金沢放送局のデジタル放送送信局舎も、先行2社の送信局舎に隣接して新設された。

## ジャパンモバイルキャスティング送信所
| 放送局名                                 | 周波数        | 空中線電力 | ERP  | 放送区域                         | 放送区域内世帯数 |
| ---------------------------------------- | ------------- | ---------- | ---- | -------------------------------- | ---------------- |
| ジャパン・モバイルキャスティング ｢NOTTV｣ | 214.714286MHz | 7.5kW      | 46kW | 石川県の広範囲と富山県西部の一部 | 約35万9000世帯   |

- 2012年12月21日 - 放送開始（10月24日に予備免許交付、10月29日から試験放送[15]開始、12月18日に本免許交付。）
- 2016年6月30日 - NOTTVサービス終了。終了予定は2015年11月に発表されていた[16][17]。

なお、マルチメディア放送『i-dio』は石川県内の送信所設置が決定しないまま2020年3月31日でサービスが終了した。